# Rónay György
Rónay György (eredeti neve: Morócz György József) (Budapest, 1913. október 8. – Budapest, 1978. április 8.) József Attila-díjas (1967) költő, író, műfordító, esszéíró, irodalomkritikus, irodalomtörténész, országgyűlési képviselő.

## Életútja
Szülei: Morócz István és Liebner Róza voltak. 1931-ben érettségizett. Egyetemi tanulmányait a budapesti tudományegyegyetem bölcsészkarán végezte, magyar–francia szakon. 1937-ben a Révai Könyvkiadóhoz került lektornak. 1943-ban Lovass Gyulával, Sőtér Istvánnal és Thurzó Gáborral alapítója és szerkesztője volt az Ezüstkor című folyóiratnak. 1945-től a Vigilia szerkesztőbizottságának tagja, 1969-től haláláig felelős szerkesztője. 1947-1949 között a Demokrata Néppárt (DNP) országgyűlési képviselője volt. 1949-ben Szegeden doktorált francia irodalomból és magyar történelemből.

## Munkássága

A Szép versek című antológiában. (Balla Demeter fotója, 1970)

A Nyugat „harmadik nemzedék”-ének jellegzetes témái szólalnak meg első verseiben, melyek elsősorban világirodalmi kultúrájukkal keltettek figyelmet. Elsősorban Babits Mihály költészete ösztönözte, de hatottak rá az ún. neokatolikus irodalom legnagyobb alakjai is (pl. Paul Claudel). Keresztút című regényének megjelenése után (1937) támadások pergőtüzébe került, és évekig különböző álneveken írhatott csak tanulmányokat a katolikus lapokban. Költői fejlődésére hatást gyakorolt a francia irodalom iránt érzett vonzódása.
Verseiben a világ szépségeire rácsodálkozó, azokért felelősséget érző ember hangja vált a legerősebbé, regényeiben pedig az önvizsgálat eleme uralkodóvá. Nemzedéktársaihoz hasonlóan újra meg újra visszatért a második világháború kérdésköréhez, igyekezett választ találni a túlélők felelősségére. Mint esszéíró, elsősorban a Nyugat íróiról rajzolt portrékat mint kritikus. Az olvasó naplója címmel több mint egy évtizedig rendszeresen áttekintette a kor magyar irodalmának legfontosabb műveit, legjellemzőbb törekvéseit. Különösen nemzedéktársairól rajzolt érzékletes, hiteles arcképet.
Műfordítóként elsősorban francia, olasz és német írókat fordított.

## Politikai pályája
A második világháború elmúltával politikai szerepet vállalt. Az Új Ember, a Magyarok majd a Vigilia hasábjain megjelenő írásaiban, valamint vidéki előadásaiban is képviselte nézeteit. Csatlakozott a Barankovics István által vezetett Demokrata Néppárthoz. A párt Világnézeti Akadémiájának előadója, és rendszeres szerkesztője a Hazánk című pártlapnak. Elvállalta a képviselő-jelöltséget is, és az 1947. augusztus 31-i országgyűlési választásokon a Borsod megyei listáról bekerült az Országgyűlésbe.

## Magánélete
1936. június 21-én házasságot kötött Radnóti Kornéliával. Egy fiuk született: Rónay László (1937-2018).

## Művei

### Verseskötetei
- A tulipánok elhervadtak (1931)
- Híd. Rónay György versei; Merkantil Ny., Bp., 1932
- Szüzek koszorúja; Pázmány Irodalmi Társaság, Bp., 1936
- Te mondj el engem (1942)
- Ki hallotta már sírni a szívét...?; Bíró Ny., Bp., 1943
- Nyár. Versek 1938–1956; Magvető, Bp., 1957
- Fekete rózsa (1961)
- A város és a délibáb (1964)
- Tükör és tűz (1966)
- A holló és a róka (1967)
- A tenger pántlikái (1969)
- Téltemető (1973)
- Mérleg. Válogatott versek. 1931–1972; ill. Kass János; Magvető, Bp., 1974
- Kakucsi rózsák (1977)
- A kert (1979)
- Mondd, szereted az állatokat? Versek és műfordítások gyerekeknek; vál., szerk. Bárány László, ill. Szántó Piroska; Móra, Bp., 1980
- Szérű. Összegyűjtött versek; összeáll. Rónay László; Szépirodalmi, Bp., 1981
- A vándor érkezése. Virág a feszület tövében (1986)
- A hajós hazatérése. Rónay György válogatott versei; vál., szerk., életrajz Vargha Kálmán; Kozmosz Könyvek, Bp., 1986 (A magyar irodalom gyöngyszemei)
- Odysseus énekei. Válogatott versek 1931–1978; vál. Parancs János; Új Ember, Bp., 1997
- Tíz év. Versek a szorongattatás éveiből; Szt. István Társulat, Bp., 2015 (Életműsorozat)

### Regények
- Keresztút; Révai, Bp., 1937 (Magyar katolikus könyvek)
- Lázadó angyal (1940)
- Fák és gyümölcsök (1941)
- Cirkusz (1942)
- Az alkony éve (1947)
- A nábob halála (1957)
- Képek és képzelgések (1960)
- Esti gyors (1963)
- A párduc és a gödölye (1978)

### Novellák, kisregények
- Az ember boldogsága (1959)
- A szeretet bilincsei (1965)
- Idegenben (1968)
- Nem jött madár (1973)
- Júdás könyve / Júdás. Színjáték öt felvonásban / Utószó a Júdáshoz, vagy A hitelesség kérdései; Magvető, Bp., 1976
- Szeptemberi halászat. Összegyűjtött kisprózai alkotások; Magvető, Bp., 1983 (Rónay György művei)
- Az ismeretlen Rónay György; vál., szerk. Rónay László; Vigilia, Bp., 2014

### Tanulmányok
- A regény és az élet. Bevezetés a 19-20. századi magyar regényirodalomba; Káldor, Bp., 1947
- Petőfi és Ady között. Az újabb magyar irodalom életrajza. 1849-1899; Magvető, Bp., 1958
- Fordítás közben (1968)
- Jegyzetlapok, [1-2.] ; Magvető, Bp., 1969–1975
- A nagy nemzedék. A Nyugat első nemzedéke; Szépirodalmi, Bp., 1971
- Olvasás közben (1971)
- Kassák Lajos alkotásai és vallomásai tükrében (1971)
- Fordítók és fordítások (1973)
- Kutatás közben (1974)
- Miért szép? Századunk magyar novellái elemzésekben; szerk. Rónay György, Vargha Kálmán; Gondolat, Bp., 1975
- Balassitól Adyig (1978)
- Triptichon. Harsányi Lajos, Sík Sándor, Mécs László; Kairosz, Bp., 2012

### Világnézeti tanulmányok
- Szentek, írók, irányok (1970)
- Zakeus a fügefán (1971)
- Hit és humanizmus (1979)
- A kereszt igazsága. Esszék; szerk., bev. Körmendy Zsuzsanna; Paulus Hungarus–Kairosz, Bp., 1999
- Szentek, írók, irányok. Tanulmányok; Szt. István Társulat, Bp., 2014 (Életműsorozat)

### Önvallomások, karcolatok, napló
- Jegyzetlapok (1975)
- Júdás könyve (1976)
- Napló, 1-2.; sajtó alá rend., előszó, jegyz. Reisinger János; Magvető, Bp., 1989 (Rónay György művei)
- Interjúk, nyilatkozatok, vallomások; vál., szerk., szöveggond., jegyz., névmutató, utószó Bende József; Vigilia, Bp., 2004 (Vigilia-könyvek)
- Élet-mozaik. Glosszák, jegyzetek; Szt. István Társulat, Bp., 2005 (Életműsorozat)

### Műfordítások
- Modern francia líra; ford. Rónay György; bev. Eckhardt Sándor; Vigilia, Bp., 1939
- Michelangelo versei; ford. Rónay György; Officina, Bp., 1940 (Officina verseskönyvek)
- Új francia költők. Versfordítások; Révai, Bp., 1947[11]
- Virginia Woolf: Flush (1947)
- Grimm legszebb meséi (1955)
- A francia reneszánsz költészete. Tanulmány és műfordítások; Magvető, Bp., 1956
- Anatole France: Bonnard Szilveszter vétke (1957)
- Rainer Maria Rilke: Rilke Kristóf kornétás szerelmének és halálának legendája (1957)
- Franz Kafka: Kastély (1964)
- Carlo Collodi: Pinocchio kalandjai (1967)
- Charles Perrault: Lúdanyó meséi (1967)
- Antoine de Saint-Exupéry: A kis herceg (1970)[12]
- Századunk útjain (válogatott műfordítások) (1973)
- Novalis: Himnuszok az éjszakához. Válogatott versek; vál., ford., utószó Rónay György; Magyar Helikon–Európa, Bp., 1974
- Marie-Claude Monchaux: A sehány éves kislány (1976)
- A francia líra kincsesháza, 1-8.; vál., szerk., utószó Rónay György; Európa, Bp., 1961
- Francia költők antológiája, 1-2.; szerk., jegyz. Lakits Pál, Rónay György, Szegzárdy Csengery József, bev. Rónay György; Európa, Bp., 1962 (A világirodalom klasszikusai)
- A klasszicizmus; bev., szövegvál., ford. Rónay György; Gondolat, Bp., 1963
- Az álruhás kalifa. Mesék az ezeregyéjszakából; vál., átdolg. Rónay György, ill. Bálint Endre; Szépirodalmi–Móra, 1965
- Égövek, ábrák, csillagok. Válogatás a világlírából; vál., szerk. Rónay György, ill. Szántó Piroska; Európa, Bp., 1965
- A holló és a róka. Állatmesék a világirodalomból; ill. Szántó Piroska; Móra, Bp., 1967
- Klasszikus francia költők; szerk. és jegyz. Lakits Pál, Rónay György, Szegzárdy-Csengery József; 3. bőv. kiad.; Magyar Helikon–Európa, Bp., 1968
- Miért szép? A világirodalom modern verseiből; szerk. Rónay György, Vargha Kálmán, bev. Rónay György; Gondolat, Bp., 1970
- Mondd, szereted az állatokat? Versek és műfordítások gyerekeknek; vál., szerk. Bárány László, ill. Szántó Piroska; Móra, Bp., 1980

## Díjai
- Baumgarten-díj (1942)
- Munka Érdemrend (1963)
- József Attila-díj (1967)
- A Munka Érdemrend arany fokozata (1973)
- Az Európa Könyvkiadó Nívódíja (1984)
- Nagy Imre-emlékplakett (posztumusz) (1995)
- Budapest díszpolgára (posztumusz) (2014)[13]